# François Gacon
François Gacon, född den 16 februari 1667 i Lyon, död den 15 november 1725, var en fransk satiriker.
Gacon, som var prior i Baillon, anföll sin tids främsta skriftställare med bitande epigram och satirer: Le poëte sans fard, ou discours satiriques sur toutes sortes de sujets (1696), L’Homère vengé (1715) med flera.